# Nesasio solomonensis
Il gufo delle isole Salomone (Nesasio solomonensis (Hartert, 1901)) è un uccello rapace della famiglia degli Strigidi. È l'unica specie nota del genere Nesasio.

## Distribuzione e habitat
L'areale di questa specie è ristretto alle isole di Bougainville, Choiseul e Santa Isabel, nell'arcipelago delle isole Salomone.

## Conservazione
La IUCN Red List classifica Nesasio solomonensis come specie vulnerabile.